# Haplospiza
Haplospiza là một chi chim trong họ Thraupidae.